# Christina Späti
Christina Späti (* 1971 in Zürich) ist eine Schweizer Historikerin.

## Leben
Späti studierte Geschichte und Philosophie an der Universität Freiburg in Freiburg im Üechtland und an der Hebräischen Universität Jerusalem, Israel (1993/94). Nach dem Lizentiat 1997 war sie als Diplom- und Doktorassistentin tätig. 2004 wurde sie Lektorin für Zeitgeschichte am Departement für Historische Wissenschaften der Universität Freiburg in Freiburg im Üechtland. Von 2001 bis 2002 war sie als Stipendiatin des Schweizerischen Nationalfonds am Zentrum für Antisemitismusforschung (ZfA) der Technischen Universität Berlin. 2003 wurde sie mit der Dissertation Die schweizerische Linke und Israel. Israelbegeisterung, Palästinasolidarität und Antisemitismus zwischen 1967 und 1991 zum Dr. phil. promoviert. Von 2003 bis 2006 war sie wissenschaftliche Mitarbeiterin bei Urs Altermatt (Projekt: „Universitäten als gesellschaftliche Laboratorien. Die Geschichte der Zweisprachigkeit der Universität Freiburg“). 2006 hatte sie einen Lehrauftrag am Soziologischen Institut der Universität Zürich inne. Von 2006 bis 2008 war sie Co-Leiterin des Projektes „Sprache und Identitätspolitik“ (NFP 56). 2008/09 war sie als Stipendiatin Visiting Scholar am McGill Institute for the Study of Canada in Montréal. 2012 habilitierte sie sich mit der Arbeit Sprache als Politikum. Ein Vergleich der Schweiz und Kanadas seit den 1960er Jahren. 2014 wurde sie assoziierte, im Jahr 2017 ordentliche Professorin für Zeitgeschichte an der Universität Freiburg.

## Schriften (Auswahl)

### Monographien
- Die schweizerische Linke und Israel. Israelbegeisterung, Antizionismus und Antisemitismus zwischen 1967 und 1991 (= Antisemitismus. Band 2). Klartext Verlag, Essen 2006, ISBN 3-89861-407-7.
- mit Urs Altermatt: Die zweisprachige Universität Freiburg. Geschichte, Konzepte und Umsetzung der Zweisprachigkeit 1889–2006 (= Religion, Politik, Gesellschaft in der Schweiz. Band 51). Academic Press, Fribourg 2009, ISBN 978-3-7278-1664-2.
- mit Damir Skenderovic: Die 1968er Jahre in der Schweiz. Aufbruch in Politik und Kultur. Hier + Jetzt, Verlag für Kultur und Geschichte. Berlin 2012, ISBN 978-3-03919-261-8.
- Sprache als Politikum. Ein Vergleich der Schweiz und Kanadas seit den 1960er Jahren. Wißner, Augsburg 2015, ISBN 978-3-89639-973-1.

### Herausgegebene Sammelwerke
- (mit Damir Skenderovic): 1968 – Revolution und Gegenrevolution. Neue Linke und neue Rechte in Frankreich, der BRD und der Schweiz (= Itinera. Fasc. 27). Schwabe, Basel 2008, ISBN 978-3-7965-2518-6.
- Language and Identity Politics. A Cross-Atlantic Perspective. Berghan, New York, Oxford 2015, ISBN 978-1-78238-942-2.
- (mit Ulrike Brunotte u. a.): Internal outsiders - imagined orientals? Antisemitism, colonialism and modern constructions of Jewish identity. Ergon Verlag, Würzburg 2017, ISBN 978-3-95650-241-5.
- (mit Maoz Azaryahu u. a.): Erzählweisen des Sagbaren und Unsagbaren / Between Commemoration and Amnesia. Formen des Holocaust-Gedenkens in schweizerischen und transnationalen Perspektiven / Forms of Holocaust Remembrance in Swiss and Transnational Perspectives. Böhlau Verlag, Köln 2021, ISBN 978-3-412-52160-8.